# Allison L. Burks
Pour les articles homonymes, voir Burks.
Allison L. Burks, née Allison Leslie Odair le 28 juin 1888 dans l'Ohio, et morte le 7 avril 1982 à San Jacinto, en Californie, est une romancière américaine, auteur de roman policier.

## Biographie
Après son mariage, elle signe de son nom d'épouse une nouvelle et deux romans policiers qui, dans le genre des récits d'angoisse d'inspiration typiquement féminine, pourraient, selon Jacques Baudou, « servir d'ouvrages-étalons à la production des Américaines des années 40 et 50 ».  
Dans Sur la corde raide (Tight Rope, 1945), dont l'action se situe avant la Seconde Guerre mondiale, une jeune femme est soi-disant retrouvée par hasard et désignée comme héritière d'une immense fortune. En fait, elle est payée pour jouer un rôle devant une vieille dame moribonde et richissime. Dès lors, elle est la cible des attentions d'un bellâtre intéressé par l'appât du gain. Mais la situation se complique quand surgit un maître chanteur.
Dans Menaces (Menaces from Nowhere, 1946), une jeune veuve de guerre retourne dans son foyer natal, auprès de son père, avec le petit garçon qu'elle a eu de son mari disparu. Mais parmi les membres de sa riche et nombreuse famille quelqu'un cherche à tuer l'enfant. Selon Jacques Baudou, « plus qu'un roman policier standard, il faut voir dans les intrigues de ce type, le choc de nombreuses jeunes épouses américaines devenues veuves pendant la guerre et qui reportent toute leur affection sur la réincarnation de leur mari-héros qu'est l'enfant ».

## Œuvre

### Romans
- Tight Rope (1945) Publié en français sous le titre Sur la corde raide, traduit par Perrine Vernay, Paris, Librairie des Champs-Élysées, coll. « Le Masque » no 433, 1953
- Menaces from Nowhere (1946) Publié en français sous le titre Menaces, traduit par Perrine Vernay, Paris, Librairie des Champs-Élysées, coll. « Le Masque » no 536, 1956 ; réédition, , Paris, Librairie des Champs-Élysées, coll. « Club des Masques » no 178, 1973

### Nouvelle
- Cheaters (1937)

## Sources
- Jacques Baudou et Jean-Jacques Schleret, Le Vrai Visage du Masque, vol. 1, Paris, Futuropolis, 1984, 476 p. (OCLC 311506692), p. 84-85.